# Lonchocarpus calcaratus
Lonchocarpus calcaratus là một loài rau đậu thuộc họ Fabaceae.
Loài này có ở Costa Rica và Panama.
Chúng hiện đang bị đe dọa vì mất môi trường sống.